# Paul Brocchi
Paul Louis Antoine Brocchi (Nancy, Francia, 2 de mayo de 1838 – 12 de agosto de 1898) fue un médico, naturalista, y agrónomo.

## Biografía
En 1875, obtuvo su grado en ciencia, por la Universidad de París IV Sorbona defendiendo una tesis sobre decápodos bajo la supervisión doctoral de Henri Milne-Edwards (1800–1885). Por 25 años, fue profesor en la École pratique des hautes études, siendo el sucesor de Émile Blanchard (1819–1900) en el Instituto Nacional Agronómico. 
Durante su carrera, describió numerosos taxones zoológicos, y realizó extensas investigaciones en los campos de la acuicultura, apicultura, sericultura y ganadería. Y, también estudió la ostricultura; y la anatomía de crustáceos.
Brocchi fue el autor de "Sección de Anfibios" en la obra de Auguste Duméril "Mission scientifique au Mexique et dans l'Amérique Centrale". También escribió un notable tratado sobre piscicultura titulado "La pisciculture dans les eaux douces" (1898).

## Honores
- Julio de 1898: fue hecho miembro de la Legión de Honor.[3]

### Eponimia
Una especie de lagarto, Paracontias brocchii, se nombró con su epónimo.

## Abreviatura (zoología)
La abreviatura Brocchi  se emplea para indicar a Paul Brocchi como autoridad en la descripción y taxonomía en zoología.

- Datos: Q3370742
- Especies: Paul Brocchi